# Стрибок на зорі
«Стрибок на зорі» — радянський чорно-білий художній фільм 1961 року режисера Івана Лукинського, знятий на Кіностудії ім. М. Горького.

## Сюжет
Сценарій заснований на книзі «Сильніше атома» Георгія Березка про солдатів і командирів, їх службу і побут. Герої фільму — солдати і офіцери радянських повітряно-десантних військ. Дія відбувається в мирний час в повітряно-десантній дивізії, показуються становлення молодих воїнів, їх повсякденна бойове навчання, розкривається внутрішній світ молодих людей в зіткненнях і напружених ситуаціях, коли проявляються почуття обов'язку і патріотизму. У ролі бувалого, хороброго воїна і мудрого наставника старшини Єлістратова знявся Володимир Кашпур — це його перша головна роль в кіно.

## У ролях
- Володимир Кашпур — старшина Єлістратов
- Володимир Костін — рядовий Андрій Воронков
- Валентина Владимирова — Таїсія Гаврилівна
- Володимир Колокольцев — рядовий Григорій Агеєв, який боявся стрибати з парашутом
- Тамара Вітченко — офіціантка Варя
- Никифор Колофідін — командувач
- Єлизавета Кузюріна — Єлизавета Дмитрівна, мати Агєєва
- Володимир Златоустівський — рядовий Булавін
- Ернест Мартиросов — рядовий Даніелян
- Олексій Зубов — Микола Георгійович Бєліков, полковник
- Георгій Куликов — підполковник Лесун
- Володимир Костарєв — капітан Борщ
- Євген Новіков — лейтенант Жаворонков
- Михайло Шаров — сержант Разін
- Павло Винник — кухар
- Анатолій Голік — єфрейтор Фомічов
- Євген Весник — відвідувач ресторану
- Юрій Горобець — відвідувач ресторану
- Лев Круглий — конвоїр на гауптвахті (немає в титрах)
- Андрій Попов — закадровий текст

## Знімальна група
- Автор сценарію: Георгій Березко
- Режисер: Іван Лукинський
- Головний оператор:  Валерій Гінзбург
- Художники:  Людмила Безсмертнова, І. Захарова
- Композитор: Леонід Афанасьєв
- Звукорежисер:  Дмитро Белевич
- Монтаж:  Ксенія Блінова
- Виконання пісень за кадром:  Гелена Великанова,  Віктор Бесєдін